# Бесплатных завтраков не бывает

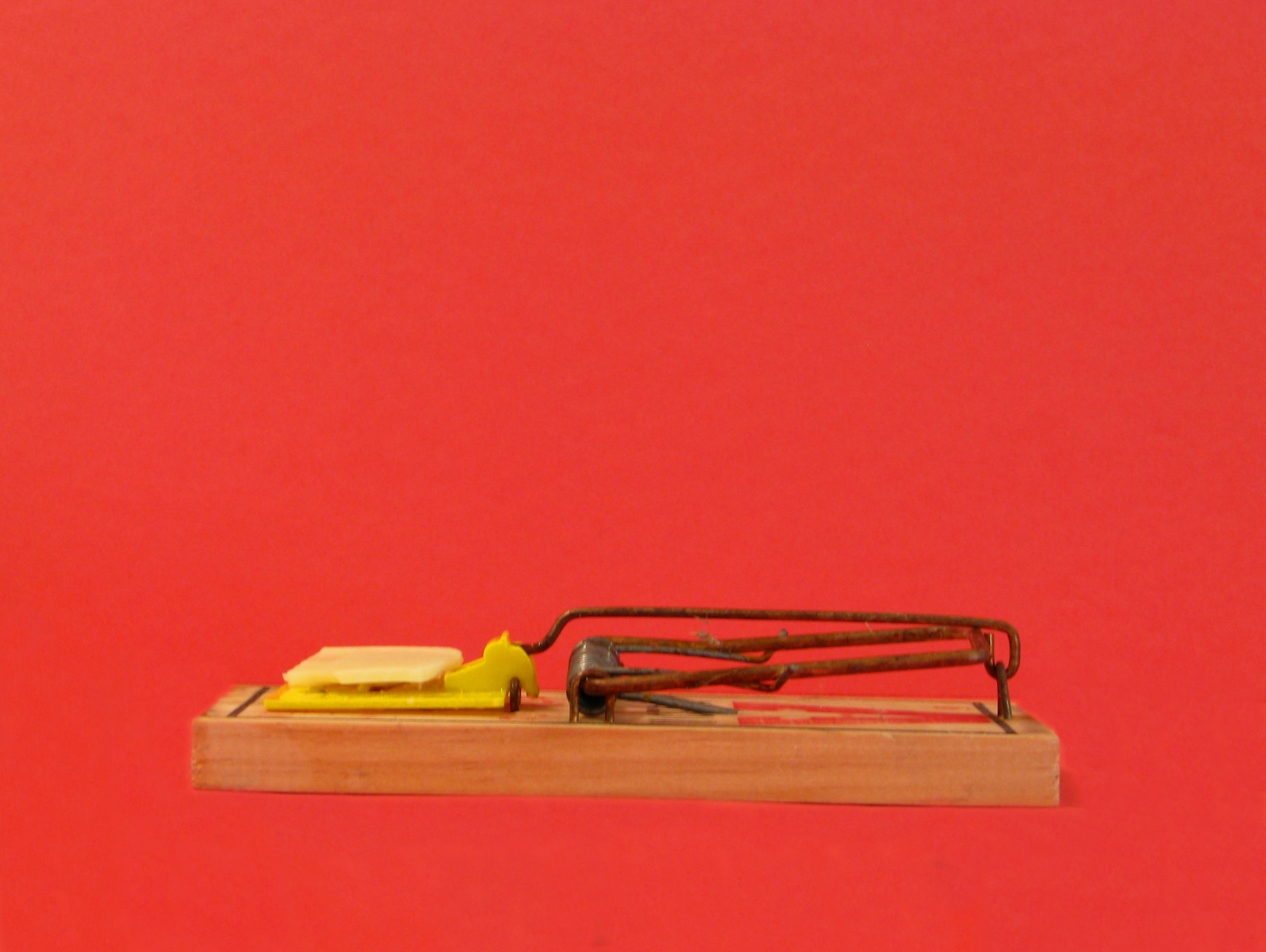
«Бесплатный сыр бывает только в мышеловке»

«Бесплатных завтраков не бывает» (англ. There ain't no such thing as a free lunch) — крылатая фраза, подразумевающая, что получение какой-либо выгоды всегда связано с затратами, даже если эти затраты на первый взгляд не видны. В оригинале также There's no such thing as a free lunch или в виде акронимов TNSTAAFL, TANSTAAFL или TINSTAAFL. В переводах на русский также «дармовых завтраков не бывает», «да́рмовой закуски не бывает», «бесплатных ланчей не бывает».
Близкая русская поговорка, правда, имеющая дополнительный оттенок смысла — «бесплатный сыр бывает только в мышеловке». Она подчёркивает, что всякое действие, рекламируемое как бесплатное предоставление кому-либо какого-либо блага, в действительности обязательно имеет негативные побочные эффекты для получателя искомого блага либо для других субъектов, и обычно каким-то образом приносит выгоду организатору.

## Происхождение
В XIX веке на западе США многие бары предлагали посетителям бесплатную закуску на доллар и более, если посетитель покупал выпивку на 15 центов. Редьярд Киплинг писал в 1891 году:

Оказалось, что я угодил в заведение под названием «Бесплатный ленч» (платишь только за спиртное и получаешь еды вдоволь). Даже если вы обанкротились, на сумму чуть меньше рупии в Сан-Франциско можно великолепно насыщаться целые сутки. Запомните это — вдруг сядете на мель в этих краях.Оригинальный текст (англ.)It was the institution of the 'free lunch' I had struck. You paid for a drink and got as much as you wanted to eat. For something less than a rupee a day a man can feed himself sumptuously in San Francisco, even though he be a bankrupt. Remember this if ever you are stranded in these parts.
Расчёт был на то, что одной порцией выпивки посетитель не ограничится.
Само выражение применил американский публицист Бартон Крейн в книге «Искушённый инвестор» (англ. The Sophisticated Investor, 1959). Есть несколько более ранних примеров употребления фразы другими авторами с 1949 года.
Акроним TANSTAAFL был популяризирован в 1966 году в фантастическом романе Роберта Хайнлайна «Луна — суровая хозяйка». В русском переводе романа он назывался «дарзанебы» (в другом переводе — ЛДНБ, «ланчей даром не бывает»):

ДАРЗАНЕБЫ. Это значит — «дармовой закуски не бывает». Её и в самом деле не бывает, — я показал на плакатик «Дармовая закуска», висевший на стене напротив, — иначе эта выпивка стоила бы вдвое дешевле. (…) Так или иначе, но платить надо за всё, что получаешь.
Выражение стало особенно популярным после выхода в 1975 году одноимённой книги американского экономиста лауреата Нобелевской премии Милтона Фридмана.

## Экономический смысл
Смысл выражения состоит в том что «бесплатных» благ не существует; всё «бесплатное» так или иначе оплачивается — либо, в скрытой форме, самим получателем, либо кем-то ещё.
Это же применимо к той или иной экономической политике. Например, введение таможенных тарифов приносит пользу некоторым национальным производителям (поскольку позволяет повышать внутренние цены на их товары и, соответственно, увеличивает их прибыль), но вредит потребителям (которые в результате вынуждены покупать товар по завышенным ценам) и в целом экономике (так как искусственное поддержание прибыльности снижает стимулы к повышению эффективности производства для снижения себестоимости продукции). В мире, где ресурсы ограничены, всё имеет свою цену.
Профессор Аббас Грэмми из Университета штата Калифорния утверждает, что в экономической политике этот аргумент прозвучал в послевоенные годы в ответ на предложение вице-президента США Генри Уоллеса обеспечить бесплатно минимальное потребление для всех людей в мире. Журналист Пол Мэллон ответил, что Уоллес игнорирует факт: «такая вещь, как „бесплатный“ завтрак, никогда не существовала», и за это в любом случае кто-то должен платить. В качестве современного примера Грэмми рассматривает «бесплатное» школьное образование и питание в США, которое обходится налогоплательщикам в 494 и 12 млрд долларов в год соответственно.
Тем не менее, правительство склонно тратить деньги налогоплательщиков на создание «бесплатных благ». При этом используется аргумент о том, что такие расходы ведут к росту общего благосостояния благодаря эффекту мультипликации: предполагается, что это стимулирует экономику на сумму значительно большую, чем была потрачена изначально. Однако один из наиболее влиятельных современных экономистов Роберт Барро из Гарвардского университета оспорил концепцию мультипликатора. Согласно его исследованию, никакого дополнительного стимулирования не создаётся, деньги, потраченные правительством в какой-либо отрасли, предварительно выкачиваются из других отраслей экономики и угнетают их.
Профессор Грегори Мэнкью из Гарвардского университета использует TANSTAAFL, чтобы иллюстрировать концепцию альтернативной стоимости: чтобы получить некую вещь, которая нам нравится, мы, как правило, должны отказаться от другой вещи, которая нам тоже нравится. Аналогично экономический смысл TANSTAAFL описывает научный сотрудник Стэнфордского университета Дэвид Хендерсон. Автор одного из самых популярных экономических учебников Кемпбелл Макконелл считает, что эта идея лежит в основе всего экономического мышления: бесплатных завтраков не бывает, кому-то всё равно придётся за это платить.